# Renifleur de café

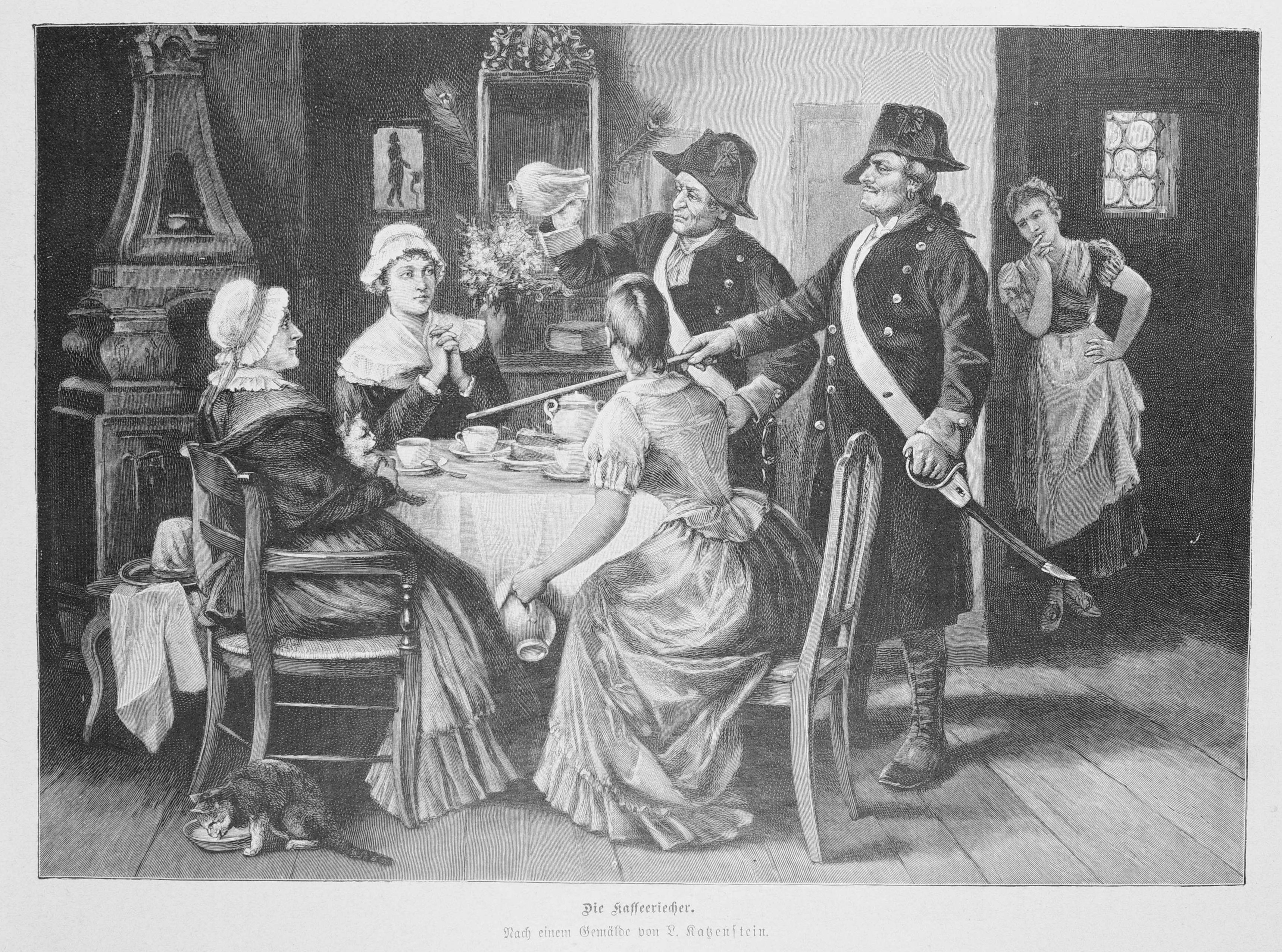
Die Kaffeeriecher, d'après un tableau de L. Katzenstein

Les renifleurs de café (en allemand : Kaffeeriecher ou Kaffeeschnüffler) étaient un corps de 400 invalides de guerre, institué par décret de Frédéric II au Royaume de Prusse entre 1781 et 1787. Leur activité consistait, au sens propre, à flairer l'arôme des grains de café en torréfaction illégale, car un décret avait instauré une taxe élevée sur le café afin d'assainir les finances publiques, d'éviter la sortie de devises et de protéger les producteurs et marchands de bière brassée en Prusse ainsi que les producteurs de chicorée — qui servait de succédané de café.
Outre la Prusse, le Landgraviat de Hesse-Cassel a aussi institué des renifleurs de café pour appliquer l'interdiction frappant le café instaurée en 1766, interdiction que Frédéric II de Hesse-Cassel avait durcie en 1774.

## Prusse
Frédéric-Guillaume Ier, père de Frédéric II, déclare que le café, le chocolat, le thé, le vin effervescent et les sorbets aux fruits sont des produits de luxe,,. Par conséquent, le café devient un produit courant dans toutes les couches de la population : offrir du café est considéré comme un égard particulier et, au milieu du XVIIIe siècle, la majorité des habitants de Prusse boit régulièrement du café.
Après la guerre de Sept Ans (1756 - 1763), les coffres de l'État prussien sont vides et Frédéric II instaure une taxe de luxe qui constitue 150 % du prix de vente du café. Pour une ouvrière de filature, une tasse de café représente la rémunération d'une journée entière de travail,,. Frédéric II justifie cette taxe en déclarant que les gens pouvaient remplacer le café par la soupe à la bière, qu'il trouve meilleure pour la santé et qui finance les brasseries locales, alors que l'achat de café conduit à la sortie des devises,. À l'origine, Frédéric II a d'abord voulu interdire totalement le café et y substituer la chicorée, succédané produit localement, mais le gouvernement comprend qu'une interdiction totale serait impraticable ; aussi établit-il un monopole sur la torréfaction du café en 1781. Frédéric II publie un décret qui édicte que seuls les torréfacteurs de l'État sont autorisés à mener l'opération,. Ce décret exempte néanmoins l'aristocratie, les hauts fonctionnaires, le clergé, les industriels et d'autres citoyens favorisés. Ce décret conduit les marchands agréés à surfacturer la vente de café.
Parmi les citoyens ordinaires, certains adoptent des succédanés à base de blé, de maïs ou de figues séchées, néanmoins de nombreux autres achètent du café en grains, qui est pratiquement indétectable avant la torréfaction. En raison de cette illégalité, certains citoyens abandonnent leur profession pour s'adonner à la contrebande lucrative du café. Frédéric II embauche 400 vétérans invalides de la guerre de Sept Ans et les charge de flairer le parfum du café pour identifier le café de contrebande quand il est torréfié ou consommé. Les citoyens surpris en possession de café détenu illégalement doivent acquitter une lourde amende. Vêtus d'un uniforme militaire, les renifleurs de café peuvent fouiller les personnes et les logements. La population leur voue une franche hostilité, mais les renifleurs reçoivent un salaire avantageux et perçoivent un bonus à chaque fois qu'ils surprennent un trafiquant (un quart de l'amende leur revient),. La colère qu'inspirent les renifleurs dure jusqu'au premier quart du XIXe siècle et aucun fonctionnaire ne suscite autant de ressentiment, sauf les renifleurs de perruques (Perückenschnüffler, chargés de vérifier la légalité des perruques portées par les citoyens).
À la mort de Frédéric II, le monopole d'État sur le café est aboli en 1787 et le corps des renifleurs de café est dissous.

## Hesse-Cassel
Même si les renifleurs de café sont surtout connus en Prusse, les sources contemporaines signalent que Frédéric II de Hesse-Cassel a lui aussi interdit le café dans le Landgraviat de Hesse-Cassel en 1766. Comme la population continue de boire du café, Frédéric II de Hesse-Cassel durcit les lois en 1774 et établit des fonctionnaires chargés de détecter la torréfaction ou la consommation de café dans les logements.